# جداره ساختمان رمضانی
جداره ساختمان رمضانی مربوط به دوره پهلوی است و در تبریز، خیابان امام، جنب دبیرستان فردوسی واقع شده و این اثر در تاریخ ۱۳ خرداد ۱۳۸۶ با شمارهٔ ثبت ۱۹۲۰۸ به‌عنوان یکی از آثار ملی ایران به ثبت رسیده است.